# Радуй
Радуй (болг. Радуй) — село в Болгарии. Находится в Перникской области, входит в общину Перник. Население составляет 81 человек.

## Политическая ситуация
Радуй подчиняется непосредственно общине и не имеет своего кмета.
Кмет (мэр) общины Перник — Росица Йорданова Янакиева (коалиция в составе 2 партий: Болгарская социал-демократия (БСД), Болгарская социалистическая партия (БСП)) по результатам выборов в правление общины.